# Atelopus sorianoi
Atelopus sorianoi är en groddjursart som beskrevs av La Marca 1983. Atelopus sorianoi ingår i släktet Atelopus och familjen paddor. IUCN kategoriserar arten globalt som akut hotad. Inga underarter finns listade.